# Materia degenere
La materia degenere è un particolare stato della materia, caratterizzato da una densità estremamente elevata, tanto che il maggior contributo alla sua pressione è dato dal principio di esclusione di Pauli.

## Principi
La pressione che si instaura in un corpo di materia degenere, chiamata pressione di degenerazione, trae la sua origine dal fatto che il principio di esclusione impedisce alle particelle che costituiscono la materia (fermioni) di occupare lo stesso stato quantico. Pertanto, se si prova ad avvicinare continuamente le particelle fino al punto che la loro posizione diventi indistinguibile, esse si devono posizionare in stati energetici differenti. La riduzione forzata del volume a loro disposizione costringe le particelle a occupare anche gli stati quantici ad alta energia. La resistenza presentata a un'ulteriore compressione si manifesta nella forma di una pressione che si oppone all'azione, la pressione di degenerazione.

## Gas degenere
In condizioni normali, la pressione di un gas ideale è proporzionale alla sua temperatura e alla densità, come formulato dalla legge dei gas perfetti:
{\displaystyle pV=nRT}
in cui p è la pressione, V è il volume, n è il numero di moli, R è la costante dei gas perfetti (circa 8,314 J/K·mol) e T è la temperatura.
Enrico Fermi e Paul Adrien Maurice Dirac hanno dimostrato che, se la densità viene fatta aumentare continuamente fino a raggiungere valori estremamente elevati, la pressione aumenta fino a un punto in cui essa risulta indipendente dalla temperatura del gas, il quale non segue più le leggi classiche e deve essere trattato in base alla fisica della materia condensata. Entrano in gioco fattori legati ad aspetti quantistici dei fermioni (a cui appartengono l'elettrone, il protone e il neutrone), come quelli previsti dal principio di esclusione di Pauli, che afferma che due particelle non possono occupare lo stesso stato quantico.
Per ottenere la degenerazione degli elettroni, occorre raggiungere densità dell'ordine di 106 g/cm3, (1000 kg/cm3). La degenerazione dei neutroni richiede densità ancora più elevate, dell'ordine di 1014 g/cm3 (100 milioni di tonnellate/cm3).

## In astronomia
In astronomia, una condizione di materia degenere si incontra ad esempio nelle nane bianche, ed è importante nel trattamento dei residui stellari e delle novae che si generano nei processi di collasso gravitazionale. Il concetto è utilizzato anche in cosmologia, nello studio dell'evoluzione dell'universo, che tiene in considerazione aspetti relativistici in funzione del modello del big bang, e nella rilevazione di oggetti stellari particolarmente densi.
La materia all'interno di una nana bianca si trova in uno stato degenere: gli elettroni sono separati dai nuclei, come nel plasma, ma si dispongono intorno a essi avvicinandosi il più possibile gli uni agli altri fino a quando la repulsione elettrostatica non impedisce un ulteriore collasso. La materia allo stato degenere resiste alla contrazione ed esercita una pressione, detta pressione degenere, che sostiene la stella, indipendentemente dal suo stato termico interno.
Altro esempio è la cosiddetta pasta nucleare, una tipologia di materia degenere che si è ipotizzato possa esistere all'interno della crosta delle stelle di neutroni, le cui fasi ricordano vari tipi di pasta.

## Trattazione matematica della degenerazione
Per calcolare la distribuzione delle particelle fermioniche in funzione del loro momento, si utilizza la statistica di Fermi-Dirac, in base alla quale:
dove n(p) è il numero di particelle con momento lineare p. Il coefficiente iniziale 2 si riferisce alla duplice degenerazione di spin dei fermioni. La prima frazione indica il volume dello spazio delle fasi nel differenziale dei momenti rapportato al volume di una cella di questo spazio. h³ è la costante di Planck al cubo che rappresenta il volume delle celle unitarie in cui entrano fino a due particelle con spin di segno opposto.

L'ultimo termine frazionario è il cosiddetto fattore di riempimento.  K è la costante di Boltzmann, T la temperatura, Ep l'energia cinetica della particella con momento p e ψ è il parametro di degenerazione.
- Il fattore di riempimento indica la probabilità di riempimento di un dato stato quantico. Il suo valore è compreso tra zero (quando tutti gli stati sono vuoti) e uno (quando tutti gli stati sono riempiti).
- Il parametro di degenerazione indica il grado di degenerazione delle particelle. Se assume valori grandi e negativi, la materia si trova nello stato di gas ideale. Se il valore è prossimo allo zero, la degenerazione comincia a farsi evidente e si dice che la materia è parzialmente degenere. Quanto più il valore è positivo e grande, tanto più grande è il grado di degenerazione della materia. Questo avviene in presenza di alte densità e basse temperature.

Da questa equazione si possono ricavare gli integrali per il numero delle particelle, la loro pressione e la temperatura. La risoluzione degli integrali è possibile solo nel caso di degenerazione completa.
Il valore dell'energia delle particelle dipende dalla loro velocità, a seconda che il gas sia di tipo relativistico o non-relativistico. Nel primo caso si usano le equazioni della relatività di Einstein, nel secondo caso vale l'approssimazione classica. Come si può vedere le relazioni tra energia e pressione variano in modo significativo, con i valori di pressioni maggiori ottenibili nel caso della degenerazione completa non-relativistica. La materia relativistica è di fatto più calda.
- Materia degenere non-relativistica (NR):  {\displaystyle v\ll c\qquad p=m_{e}v\qquad E_{p}={\frac {p^{2}}{2m_{e}}}\qquad U={\frac {3}{2}}P}
- Materia degenere estremamente relativistica (ER):  {\displaystyle v\simeq c\qquad p\simeq m_{e}c\qquad E_{p}\simeq pc\qquad U=3P}

Le tipiche stelle in cui la materia è degenere sono le nane bianche e le nane marroni sostenute dalla pressione di degenerazione degli elettroni, mentre le stelle di neutroni sono sostenute dai neutroni degeneri.

Il parametro di degenerazione di questi corpi è ritenuto tendente all'infinito.